# Acerorhinus
Acerorhinus Kretzoi, 1942 è un genere estinto di rinoceronti, endemico dell'Asia. È vissuto nel Miocene, tra 11,6 e 7,2 milioni di anni fa.
La sua specie tipo è Aceratherium zernowi. Fa parte della tribù Aceratheriini.